# Lessingianthus dorsiventralis
Lessingianthus dorsiventralis là một loài thực vật có hoa trong họ Cúc. Loài này được (Chodat) H.Rob. mô tả khoa học đầu tiên năm 1988.